# Biston marmorata
Biston marmorata là một loài bướm đêm trong họ Geometridae.